# Бриттон (Мічиган)
Бриттон (англ. Britton) — селище (англ. village) в США, в окрузі Ленаві штату Мічиган. Населення — 537 осіб (2020).

## Географія
Бриттон розташований за координатами 41°59′16″ пн. ш. 83°49′50″ зх. д. / 41.98778° пн. ш. 83.83056° зх. д. (41.987642, -83.830528).  За даними Бюро перепису населення США в 2010 році селище мало площу 2,04 км², уся площа — суходіл.

## Демографія
Згідно з переписом 2010 року, у селищі мешкало 586 осіб у 237 домогосподарствах у складі 166 родин. Густота населення становила 287 осіб/км².  Було 268 помешкань (131/км²).
Расовий склад населення:
| - 98,6 % — білих - 0,3 % — азіатів - 0,2 % — корінних американців - 0,2 % — чорних або афроамериканців |

До двох чи більше рас належало 0,3 %. Частка іспаномовних становила 1,9 % від усіх жителів.
За віковим діапазоном населення розподілялося таким чином: 22,2 % — особи молодші 18 років, 66,0 % — особи у віці 18—64 років, 11,8 % — особи у віці 65 років та старші. Медіана віку мешканця становила 38,8 року. На 100 осіб жіночої статі у селищі припадало 102,1 чоловіків;  на 100 жінок у віці від 18 років та старших — 104,5 чоловіків також старших 18 років.
Середній дохід на одне домашнє господарство  становив 54 952 долари США (медіана — 51 250), а середній дохід на одну сім'ю — 62 793 долари (медіана — 57 411). За межею бідності перебувало 15,6 % осіб, у тому числі 20,1 % дітей у віці до 18 років та 0,0 % осіб у віці 65 років та старших.
Цивільне працевлаштоване населення становило 312 особи. Основні галузі зайнятості: освіта, охорона здоров'я та соціальна допомога — 26,0 %, виробництво — 21,5 %, мистецтво, розваги та відпочинок — 15,7 %.